# Nederlek
| Gemeentegrenzen Wijkgrenzen Buurtgrenzen Autosnelweg Secundaire weg Spoorweg |  |  | ██ Geselecteerde gemeente ██ Bebouwd gebied ██ Bos of park ██ Binnenwater, rivier of kanaal |

Nederlek en omgeving

Nederlek (uitspraakⓘ) was van 1985 tot en met 2014 een gemeente in de Nederlandse provincie Zuid-Holland. De gemeente telde 14.163 inwoners (1 mei 2014, bron: CBS) en had een oppervlakte van 31,44 km² (waarvan 3,61 km² water).
De gemeente was op 1 januari 1985 ontstaan bij de gemeentelijke herindeling van gemeenten in de Krimpenerwaard. Hierbij werden de gemeenten Krimpen aan de Lek en Lekkerkerk samengevoegd. Per 1 januari 2015 werd de gemeente Nederlek samengevoegd met de gemeenten Ouderkerk, Vlist, Bergambacht en Schoonhoven tot de nieuwe gemeente Krimpenerwaard.

## Kernen
De gemeente Nederlek bestond uit de volgende kernen:
- dorp Krimpen aan de Lek
- dorp Lekkerkerk
- buurtschap Opperduit
- buurtschap Schuwacht

Het gemeentehuis was gevestigd in Lekkerkerk.

### Topografie
Topografische gemeentekaart van Nederlek (september 2014)

## Herindeling
De Gedeputeerde Staten hebben op 3 februari 2009 een commissie ingesteld die moet gaan onderzoeken hoe de gemeente Nederlek op kan gaan in een grotere gemeente. Het K5-samenwerkingsverband met de gemeenten Ouderkerk, Vlist, Bergambacht en Schoonhoven was daarvoor de basis. Dit resulteerde in het Herindelingsadvies Krimpenerwaard van 10 november 2010 en het wetsbesluit op 19 juni 2014. Op 1 januari 2015 zijn de vijf gemeenten gefuseerd tot de nieuwe gemeente Krimpenerwaard.

## Politiek

### Gemeenteraad
De gemeenteraad van Nederlek bestond uit 15 zetels. Hieronder staat de samenstelling van de gemeenteraad sinds 1994:
| Gemeenteraadszetels | Gemeenteraadszetels | Gemeenteraadszetels | Gemeenteraadszetels | Gemeenteraadszetels | Gemeenteraadszetels | Gemeenteraadszetels |
| Partij              | 1990                | 1994                | 1998                | 2002                | 2006                | 2010                |
| ------------------- | ------------------- | ------------------- | ------------------- | ------------------- | ------------------- | ------------------- |
| PvdA                | 4                   | 4                   | 4                   | 4                   | 5                   | 4                   |
| VVD                 | 2                   | 4                   | 4                   | 3                   | 3                   | 4                   |
| CDA                 | 3                   | 2                   | 2                   | 3                   | 3                   | 2                   |
| Werkgroep '84       | 2                   | 3                   | 2                   | 2                   | 2                   | 3                   |
| SGP                 | 1                   | 2                   | 2                   | 2                   | 2                   | 2                   |
| D66                 | -                   | -                   | 1                   | 1                   | -                   | -                   |
| Lijst Mudde         | 3                   | -                   | -                   | -                   | -                   | -                   |
| Totaal              | 15                  | 15                  | 15                  | 15                  | 15                  | 15                  |

### College
Het college van B&W werd gevormd door waarnemend burgemeester B.F.A. van der Kluit-de Groot (VVD) (van 2008 t/m 2014) en de wethouders R.P.A. van de Haterd (PvdA) en D.C. Roelse (VVD).

## Aangrenzende gemeenten vóór 2015
| Aangrenzende gemeenten | Aangrenzende gemeenten | Aangrenzende gemeenten | Aangrenzende gemeenten | Aangrenzende gemeenten |
| ---------------------- | ---------------------- | ---------------------- | ---------------------- | ---------------------- |
| Krimpen aan den IJssel |                        | Ouderkerk              |                        | Bergambacht            |
|                        |                        |                        |                        |                        |
|                        |                        |                        |                        |                        |
|                        |                        |                        |                        |                        |
| Ridderkerk             |                        |                        |                        | Molenwaard             |

## Varia
Na de opheffing van gemeente Nederlek zijn in de voormalige gemeente twee beelden geplaatst om het opheffen van de gemeente te herdenken. Deze beelden zijn gemaakt door Leo Jongenotter, kunstenaar te Krimpen aan de Lek. Na overleg met de bevolking koos de kunstenaar voor een jongen en een meisje die naar elkaar kijken.
De twee figuren hebben een mobieltje in hun hand. In de andere hand houden ze een touw (zij) en een harpoen (hij) vast, twee items die refereren aan het verleden van beide dorpen. Voor het beeld in Krimpen aan de Lek stond een jongen uit Lekkerkerk model, voor het Lekkerkerkse beeld stond een meisje uit Krimpen aan de Lek model.
De beelden zijn onthuld op 12 juli 2017.
- Library of Congress Control Number: n88160880
- Nationale Bibliotheek van Israël: 987007562663305171
- Virtual International Authority File: 134976220